# The Literary Review
 The Literary Review  è una rivista letteraria americana fondata nel 1957, edita dalla Fairleigh Dickinson University di Madison, nello Stato del New Jersey.
Il periodico mantiene una stretta relazione con l'ateneo che lo pubblica, sia nella stesura del programma del Master of Fine Arts che nella collaborazione editoriale di numerosi suoi ex studenti.
Oltre a racconti, poesie e saggi, ospita traduzioni in lingua inglese di testi di narrativa contemporanea provenienti da vari Paesi del mondo, spesso dedicando un intero numero a una sola lingua straniera (ad esempio le traduzioni di opere letterarie giapponesi).
Nel corso degli anni, la rivista ha raggiunto un pubblico internazionale, divulgando le opere di 22 premi Nobel. Articoli e storie successivi al '97 sono stati raccolti nella collana The Best American Mystery Stories, edita dalla Houghton Mifflin Harcourt all'interno di The Best American Series.
Ogni anno viene conferito il premio letterario intitolato al poeta e scrittore Charles Angoff (1902-1979), che fu redattore del periodico dal 1957 al 1976.
Durante la direzione editoriale di Walter Cummins, The Literary Review è stato il secondo giornale letterario statunitense ad apparire su Internet, pochi mesi dopo il The Mississippi Review che nel '95 esordì con la propria versione web.